# Jädraås
Jädraås är en ort i Ockelbo kommun, Gävleborgs län (Gästrikland). Samhället ligger cirka 30 km nordväst om Sandviken. I orten finns museijärnvägen Jädraås-Tallås Järnväg (JTJ) med välbevarad stationsmiljö. Jädraås har knappt 200 invånare. Runt Jädraås ligger byarna Gammelboning, Ulvtorp och Ivantjärn
Många minnen finns från bruksepoken och nu arbetar flera olika föreningar i Jädraås aktivt med att bevara dessa industriminnen. Dessa föreningar genererar positiva effekter för hela samhället. Den stora hyttan med dubbla masugnar och rostugnar samt Lancashiresmedjan med valsverk, ånghammare och ångmaskin ägs och förvaltas av Föreningen Jädraås Bruk.

## Etymologi
Ortnamnet (1880 Jädraås) innehåller ånamnet Jädran, nu Jädraån (1684 Jädran Fluvius), vilket är bildat till jäder 'kant', 'rand', samt ås.

## Historia

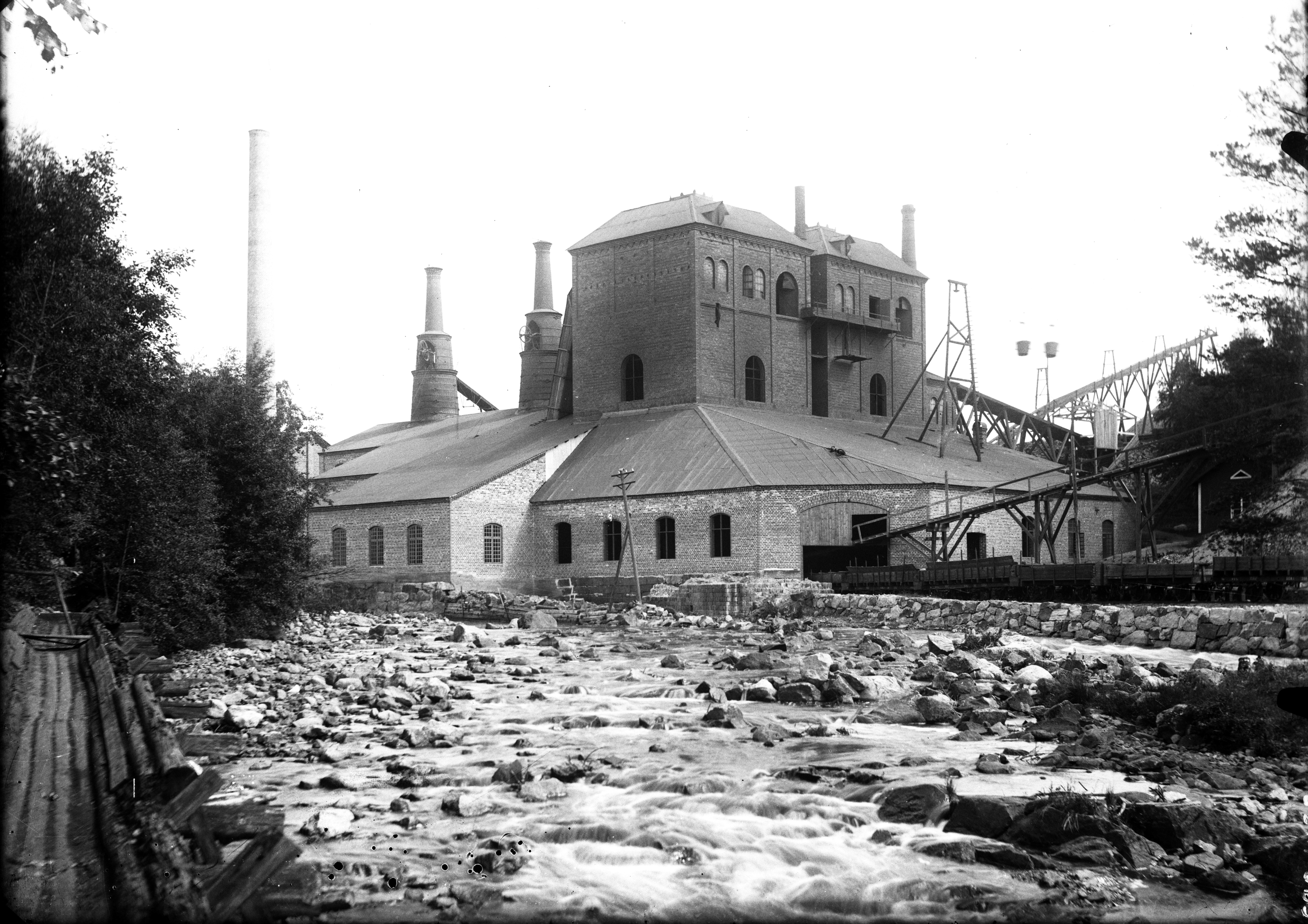
Hyttan i Jädraås på ett äldre fotografi.

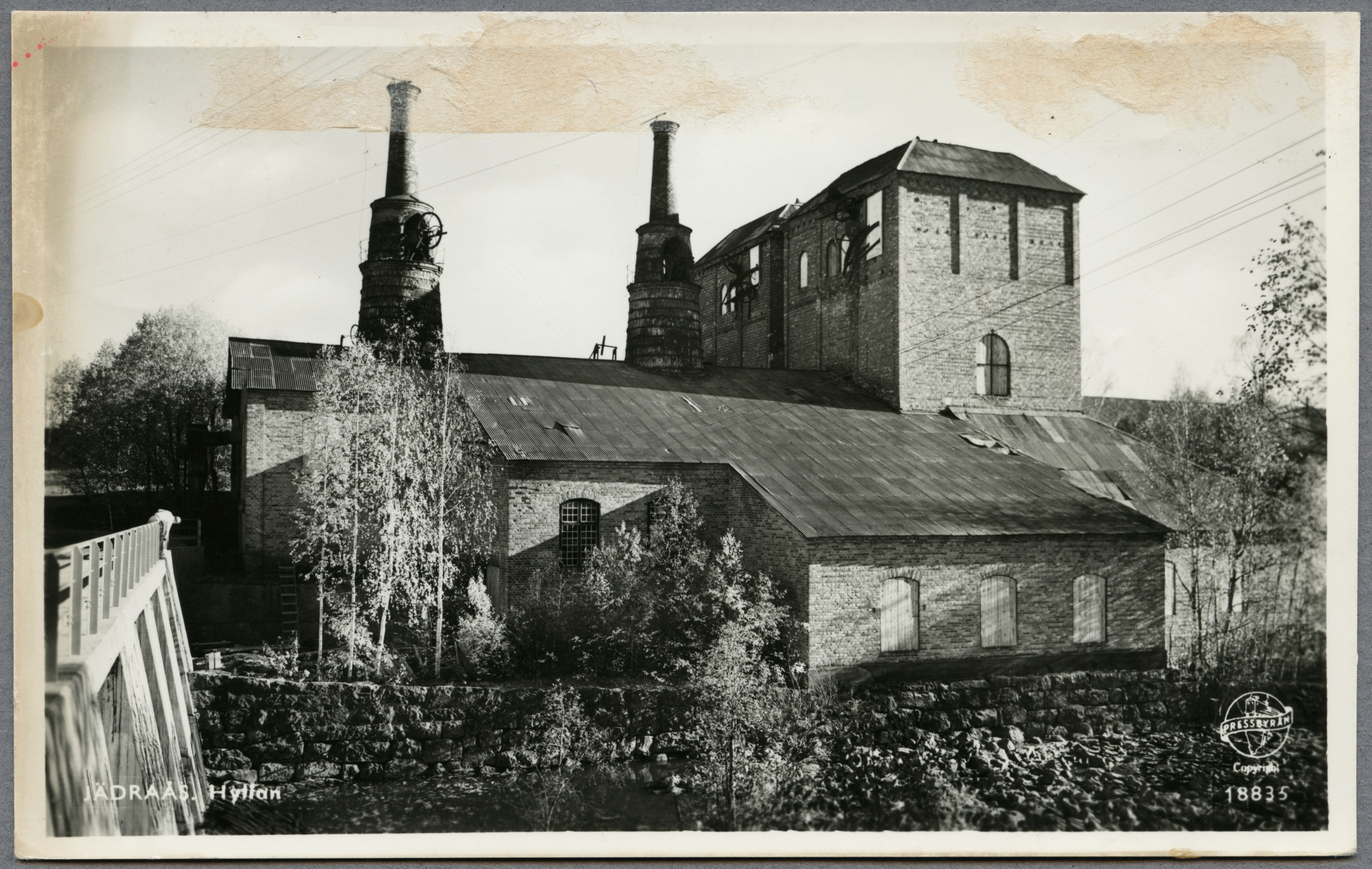
Hyttan i Jädraås på 1950-talet.

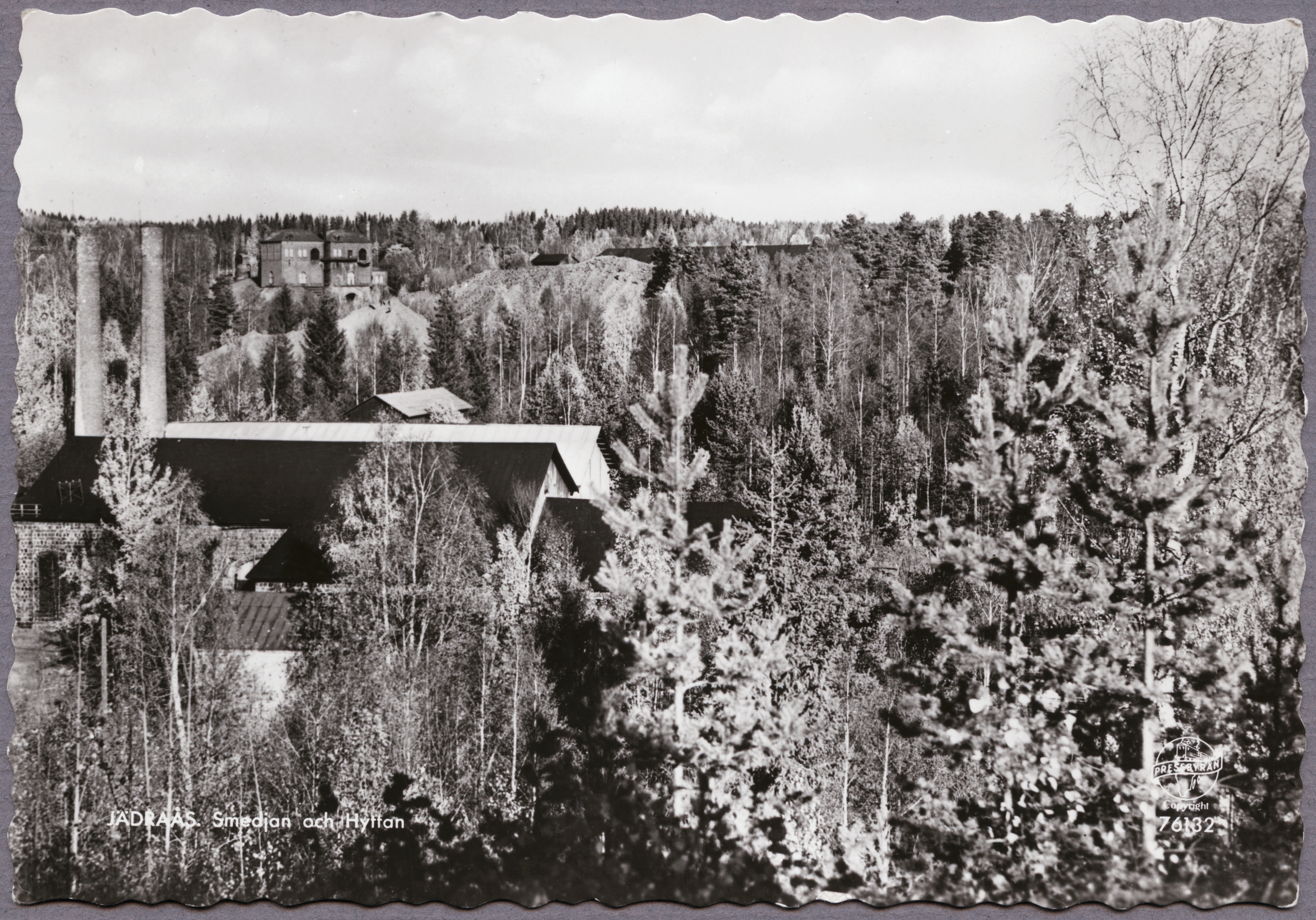
Smedjan och hyttan omkring 1960.

Jädraås bruk anlades 1857 av ägaren till Ockelboverken, Joh. Alb. Salomon Åberg. Ockelboverken hade grundats på 1670-talet och järnhanteringen bedrevs på flera platser. 1857 lades hyttan vid Åbron ned och en ny uppfördes 1856-57 vid Jädraås, vilket låg närmare gruvorna i Vintjärn samt hade god tillgång till vattenkraft. Transportmöjligheterna mellan gruvor och bruk förbättrades i slutet av 1800-talet genom utbyggnaden av Dala-Ockelbo-Norrsundets järnväg (DONJ). Jädraås kom att bli järnvägens administrativa centrum med reparationsverkstäder, snickeriverkstad, målarverkstad, lokstallar och ett förhållandevis stort stationshus.
Efter Åbergs död år 1885 sålde arvingarna 1887 Ockelboverken, där Jädraås ingick, till Kopparbergs och Hofors Sågverks AB (namnändrat till Kopparfors AB 1937). Jädraås kom med tiden att växa till ett förhållandevis stort järnbruk, på bekostnad av ett antal mindre som istället lades ned. Hyttan från 1857 byggdes om ett flertal gånger innan den fick sitt slutliga utseende genom olika ombyggnader under perioden 1905-1915. 1905 togs en lancashiresmedja med fem lancashirehärdar och en ångsmälthammare (ånghammare) i bruk. 1912 tillkom ett råskensverk från Brattfors bruk, och två år senare utbyggdes smedjan med ytterligare fem lancashirehärdar och en ångsmälthammare. Lancashiresmedjan i Jädraås var därmed en av de största av detta slag i landet. 
Brukets storhetstid var dock över redan i början av 1930-talet. Lönsamheten för bolagets järnindustri försämrades, vilket resulterade i att masugnen lades ned den 22 augusti 1930. Driften vid lancashiresmedjan kom att fortsätta ännu i ett par år, men minskade efterhand för att helt upphöra 1942. Därefter tog skogsbruket över som huvudnäring i Jädraås. 1952 uppfördes Skogsbyn, ett grupphusområde med bostäder för skogsarbetarfamiljer. Arkitekt var Ralph Erskine.
I samband med att Kopparfors AB 1967  klargjorde att Dala-Ockelbo-Norrsundets Järnväg (DONJ) skulle läggas ned, väcktes tanken bland flera järnvägsintresserade om en museijärnväg mellan Jädraås och Tallås. Sedan järnvägen lagts ned 1969-1970 sparades sträckan mellan Jädraås och Tallås och museiföreningen Jädraås-Tallås Järnväg (JTJ) bildades. Det är en sträcka på drygt fyra kilometer, som utökades med ytterligare drygt en kilometer i slutet på 1990-talet, då man förlängde banan till Svartbäcken Nedre.

## Årets industriminne (2020)
Utmärkelsen Årets industriminne från Svenska industriminnesföreningen (SIM) gick 2020 till Jädraås samhälle i Ockelbo kommun. Priset, som delats ut sedan 1985, mot syftar till att uppmärksamma det industriella kulturarvet och viktiga insatser som görs för att vårda och förmedla detta. SIM:s motivering var: "Jädraås samhälle tilldelas utmärkelsen Årets industriminne 2020 för ett stort ideellt engagemang som visar att industriarv kan generera platsutveckling i ett samhällsperspektiv. Utmärkelsen gäller samhället som helhet och det gemensamma arbetet med tyngdpunkter i bruksanläggningarna, museijärnvägen och skogsarbetarbyn."

### Befolkningsutveckling
Bygdens industrialisering tog sin början när Jädraås hytta anlades 1856 och samhället började anläggas. Trakten växte från ingenting till 2 000 invånare. 
2015 förlorade Jädraås sin status som tätort på grund av att folkmängden minskat till under 200 personer. Istället avgränsas här en småort.
| Befolkningsutvecklingen i Jädraås 1920–2015                                           | Befolkningsutvecklingen i Jädraås 1920–2015 | Befolkningsutvecklingen i Jädraås 1920–2015 | Befolkningsutvecklingen i Jädraås 1920–2015 | Befolkningsutvecklingen i Jädraås 1920–2015 |
| ------------------------------------------------------------------------------------- | ------------------------------------------- | ------------------------------------------- | ------------------------------------------- | ------------------------------------------- |
|                                                                                       |                                             |                                             |                                             |                                             |
| År                                                                                    |                                             |                                             | Folkmängd                                   | Areal (ha)                                  |
| 1920                                                                                  | 1920                                        |                                             | 700                                         | ##                                          |
| 1930                                                                                  | 1930                                        |                                             | 606                                         | ##                                          |
| 1935                                                                                  | 1935                                        |                                             | 552                                         | ##                                          |
| 1940                                                                                  | 1940                                        |                                             | 460                                         | ##                                          |
| 1945                                                                                  | 1945                                        |                                             | 468                                         | ##                                          |
| 1950                                                                                  | 1950                                        |                                             | 405                                         | ##                                          |
| 1960                                                                                  | 1960                                        |                                             | 414                                         | 75                                          |
| 1965                                                                                  | 1965                                        |                                             | 388                                         | 74                                          |
| 1970                                                                                  | 1970                                        |                                             | 276                                         | 74                                          |
| 1975                                                                                  | 1975                                        |                                             | 247                                         | 80                                          |
| 1980                                                                                  | 1980                                        |                                             | 252                                         | 80                                          |
| 1990                                                                                  | 1990                                        |                                             | 307                                         | 77                                          |
| 1995                                                                                  | 1995                                        |                                             | 275                                         | 77                                          |
| 2000                                                                                  | 2000                                        |                                             | 279                                         | 77                                          |
| 2005                                                                                  | 2005                                        |                                             | 243                                         | 77                                          |
| 2010                                                                                  | 2010                                        |                                             | 220                                         | 75                                          |
| 2015                                                                                  | 2015                                        |                                             | 185                                         | 58#                                         |
| Anm.: Ej tätort 2015. ## Som tätort/befolkningsagglomeration 1920–1950. # Som småort. |                                             |                                             |                                             |                                             |

## Sevärdheter
Jädraås utgör en till stora delar välbevarad bruksmiljö.
- Hyttan och lancashiresmedjan ligger båda två utefter Jädraån. Efter nedläggningen lämnades byggnaderna att förfalla, men räddades i sista stund. Fortfarande pågår arbetet med att restaurera smedjan. Vidare finns bruksherrgården (uppförd 1856/57) och ett antal arbetarbostäder på olika platser. De flesta av dessa uppfördes i samband med brukets expandering i början av 1900-talet.

- Museal tågtrafik drivs av  Museisällskapet Jädraås-Tallås Järnväg. Den nuvarande Tallås-Jädraås Järnväg är sedan 1972 en 6 kilometer lång smalspårig museijärnväg, med spårvidd 891 millimeter, som trafikerar före detta Tallås–Jädraås Järnväg öppnad 1884 och en del av före detta Lilla Björnmossen–Tallås Järnväg även den öppnad 1884. Bägge järnvägarna blev år 1897 en del av Dala-Ockelbo-Norrsundets Järnväg (DONJ) och museisällskapet bevarar därmed viktiga delar av Dala-Ockelbo-Norrsundets Järnväg. Under många år var denna långa bruksbana en pulsåder för malm, träkol, järn, massaved, timmer och sågade trävaror mellan Dalarna och Bottenviken.

- Skogsarbetarbyn tillkom 1951 och ritades av arkitekten Ralph Erskine. Byn har 18 friliggande villor. Från Skogsarbetarbyn gick det daglig transport till och från skogsavverkningsplatserna. De boende är organiserade i en samfällighet och i en förening.

- En viktig del av helheten är Jädraås bruksherrgård från 1856 som nu är vandrarhem. Föreningen Jädraås Byråd slutligen arbetar för bevarandet och utvecklingen av Jädraås, med samarrangemang mellan verksamheterna.

## Galleri

### Allmänt

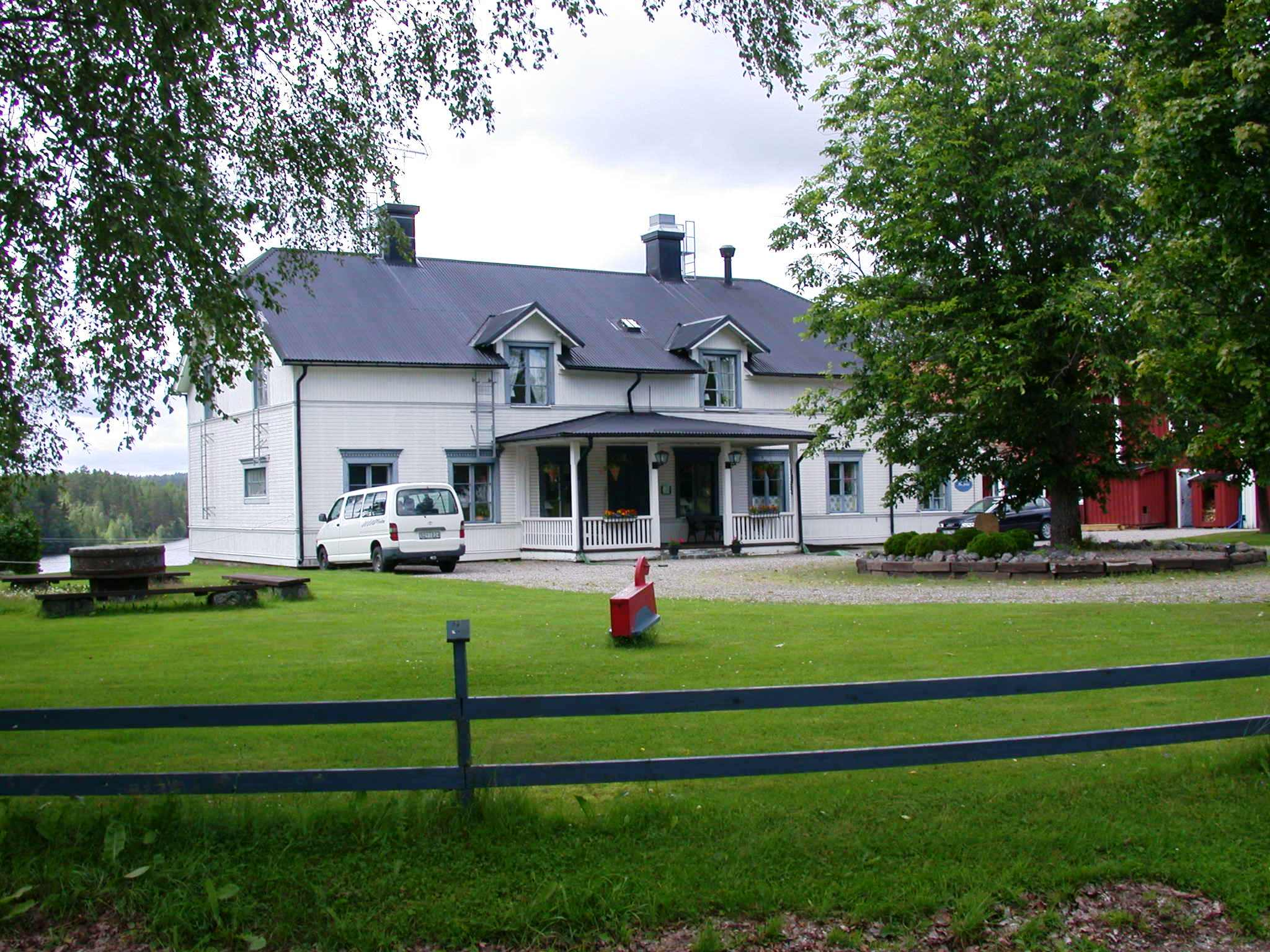
Jädraås herrgård är idag vandrarhem
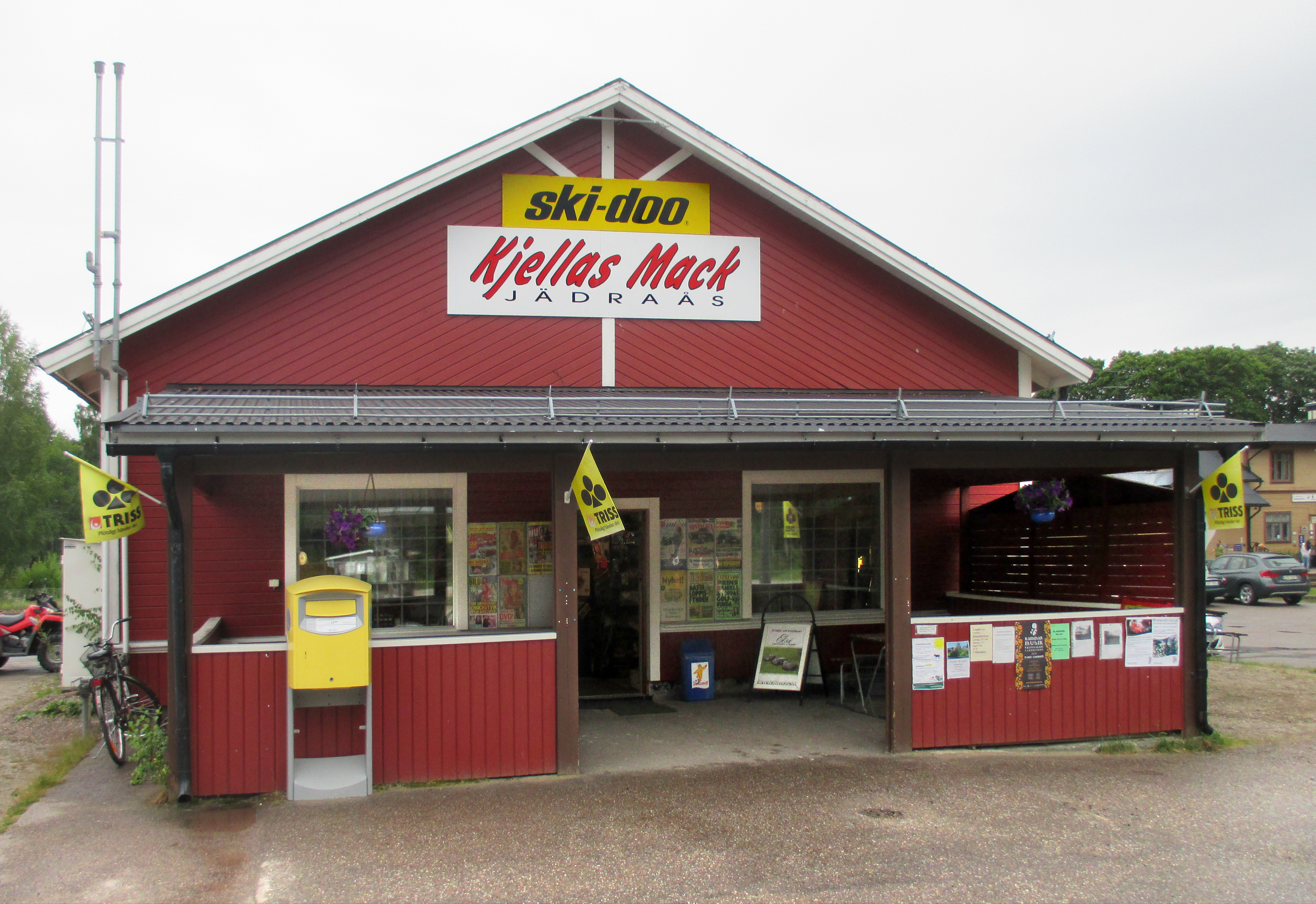
Kjellas Mack i Jädraås
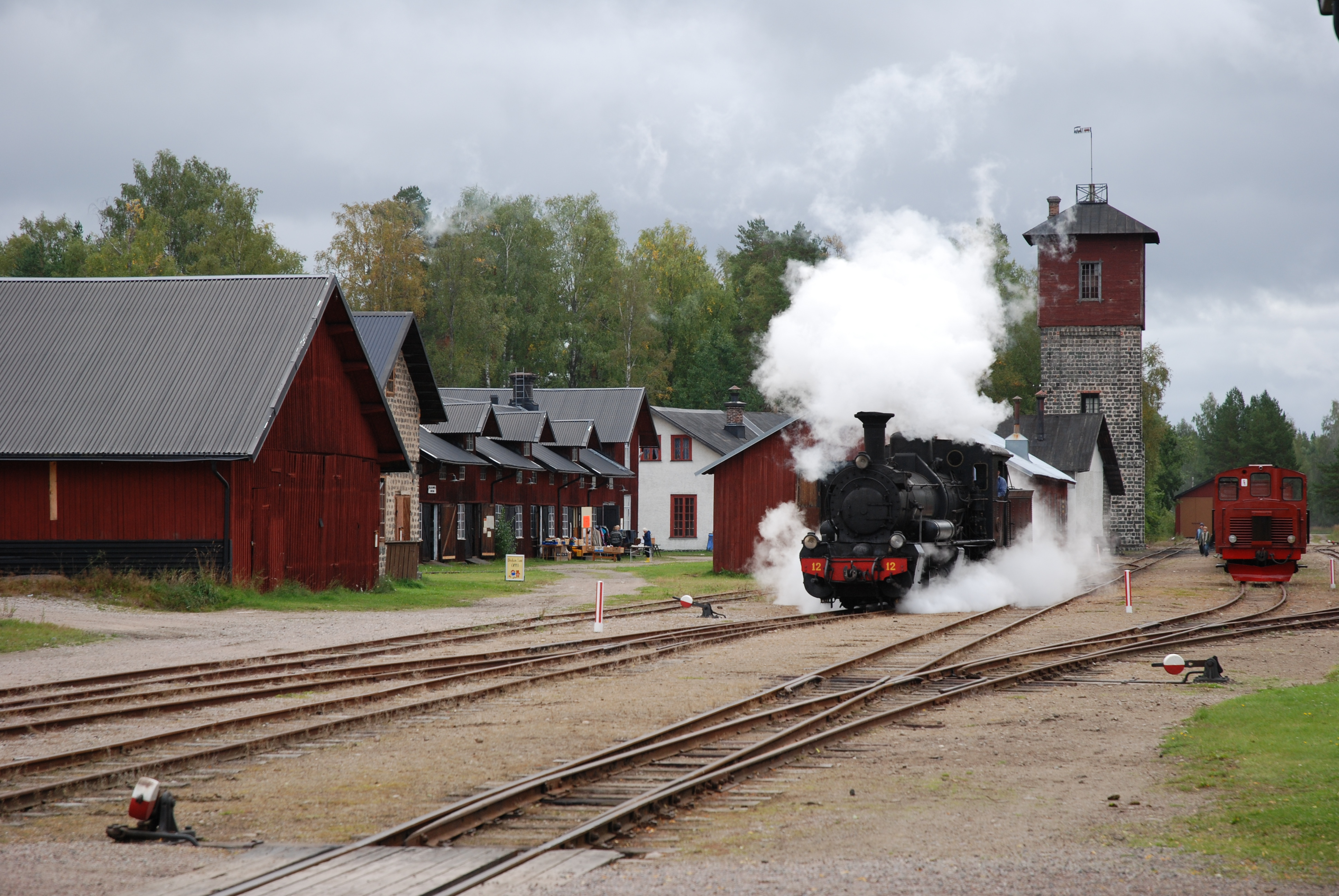
Ångloket DONJ 12 på Jädraås-Tallås Järnväg

### Hyttan

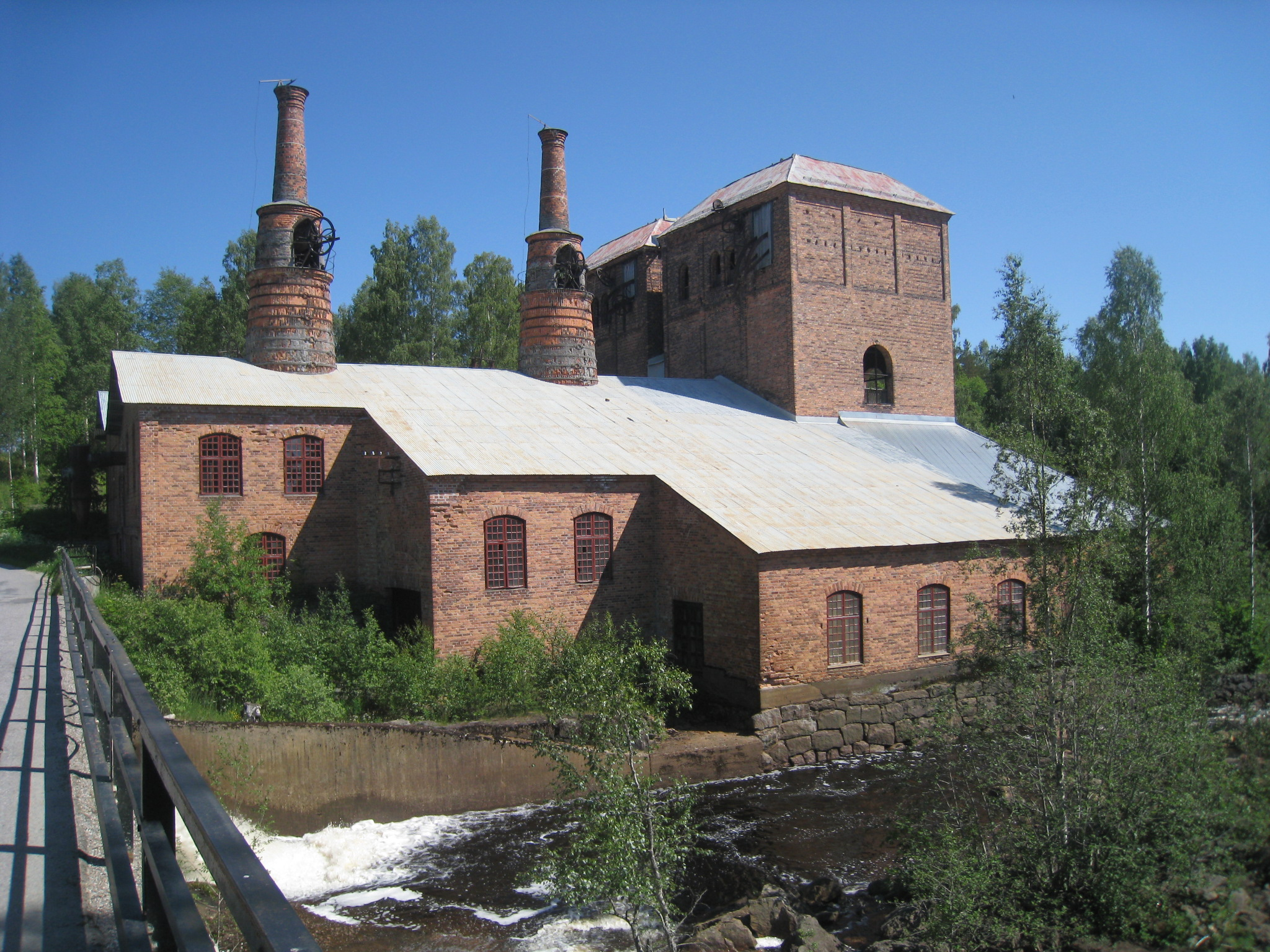
Hyttan var i drift mellan 1856 och 1930.
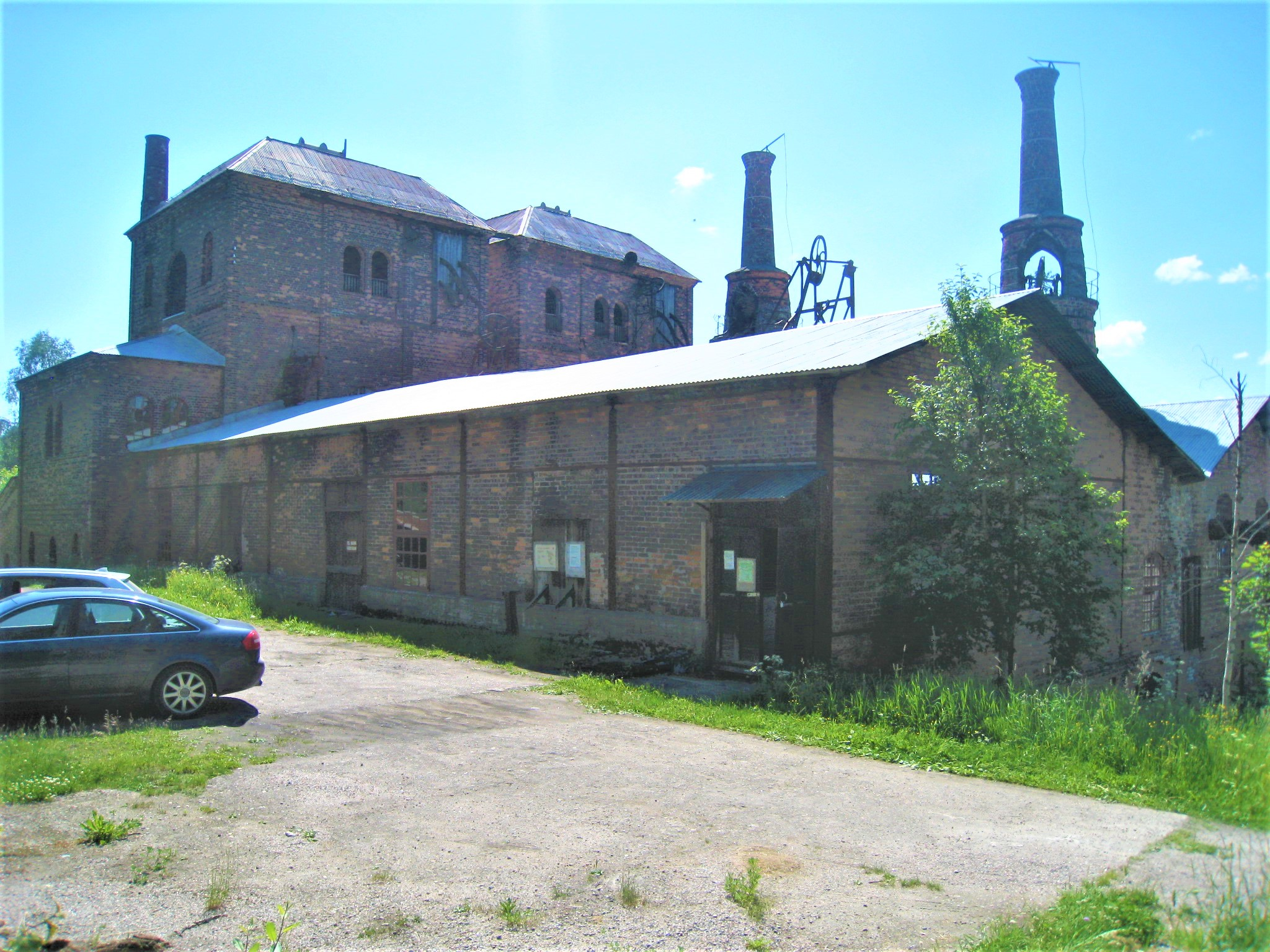
Verksamheten kom igång 1857 och expanderade kraftigt.
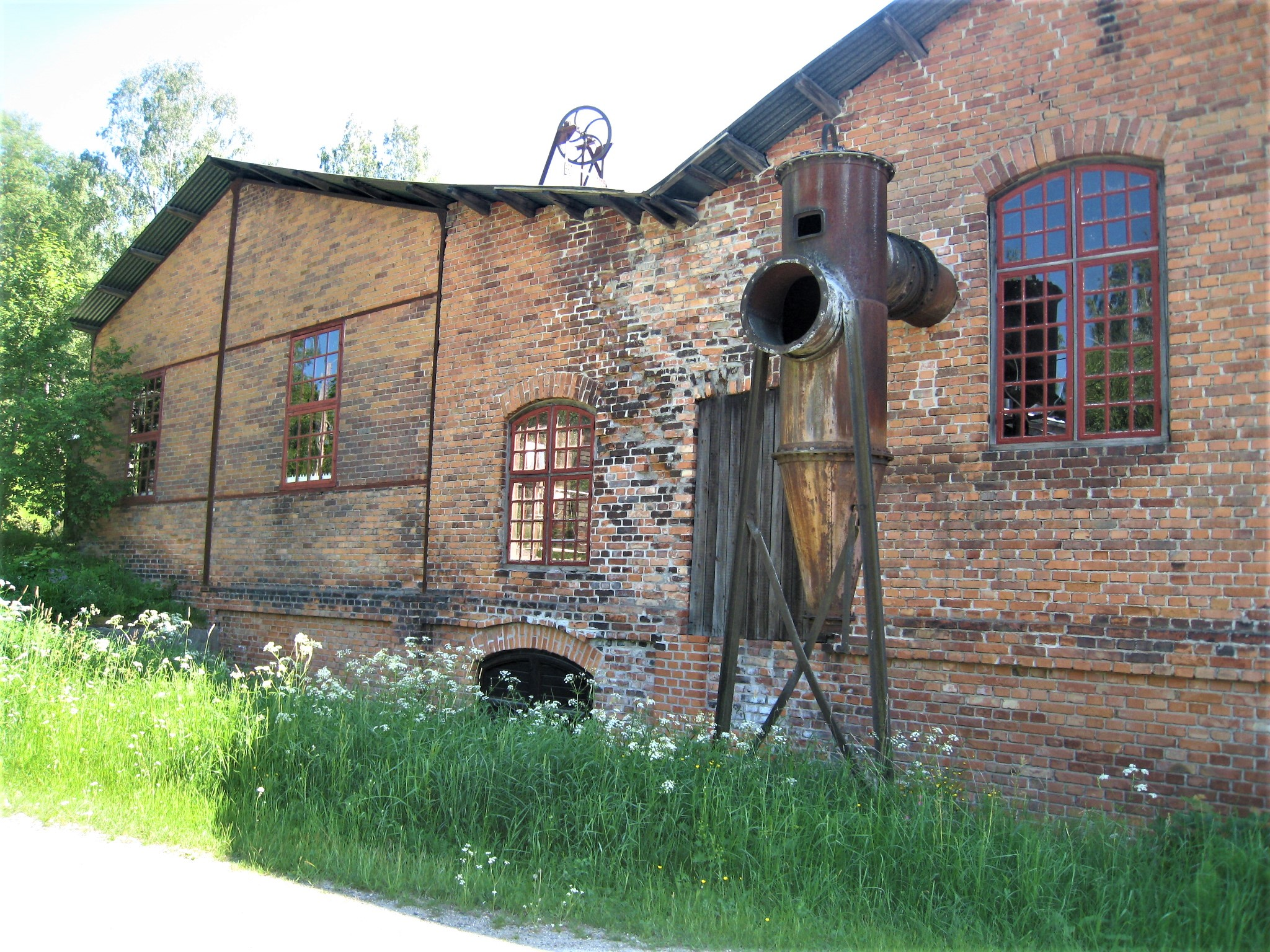
Den stora järnhyttan har dubbla masugnar och rostugnar.
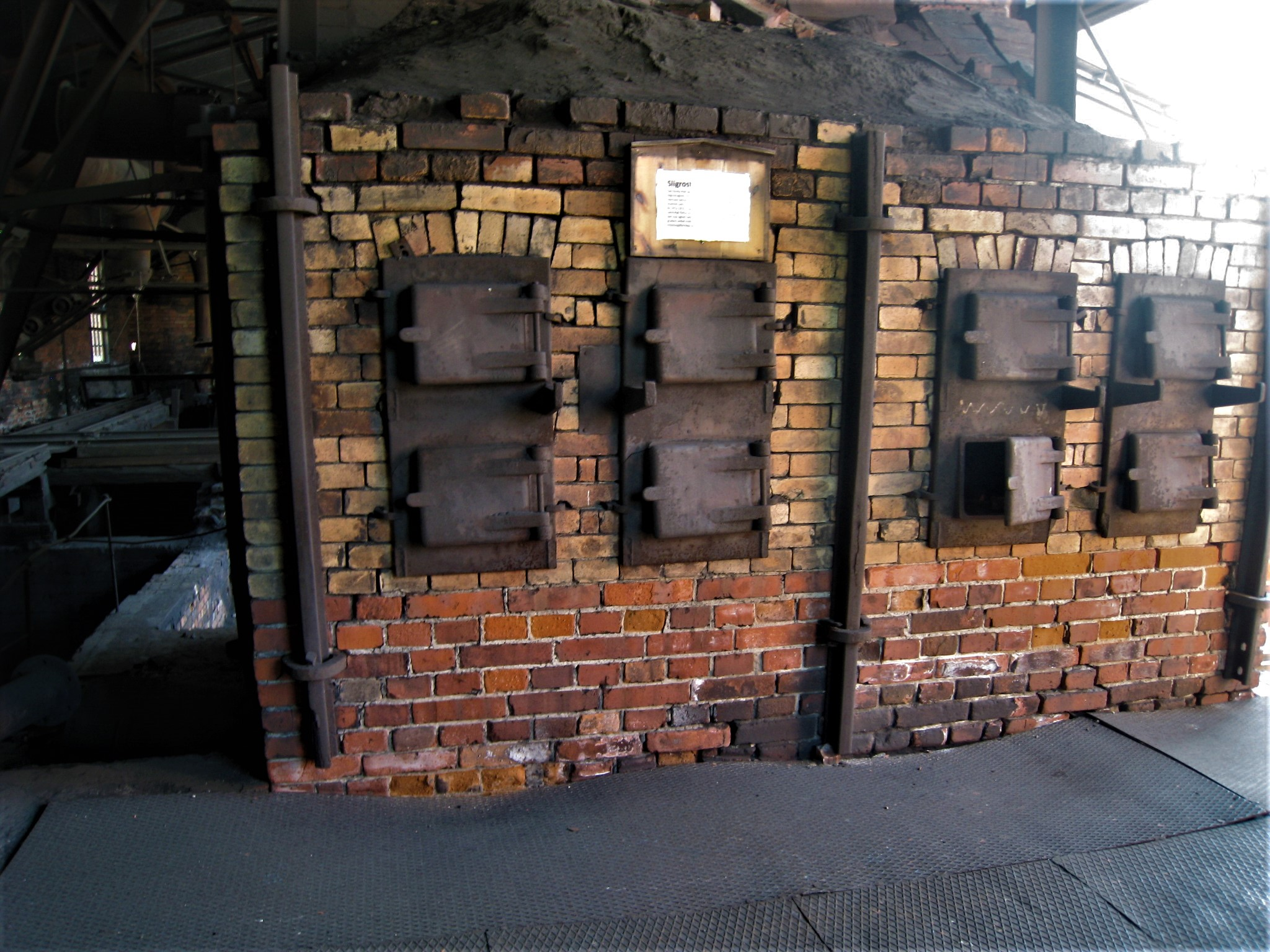
Hyttan kom att byggas om flera gånger och var mycket stor för sin tid.

### Smedjan

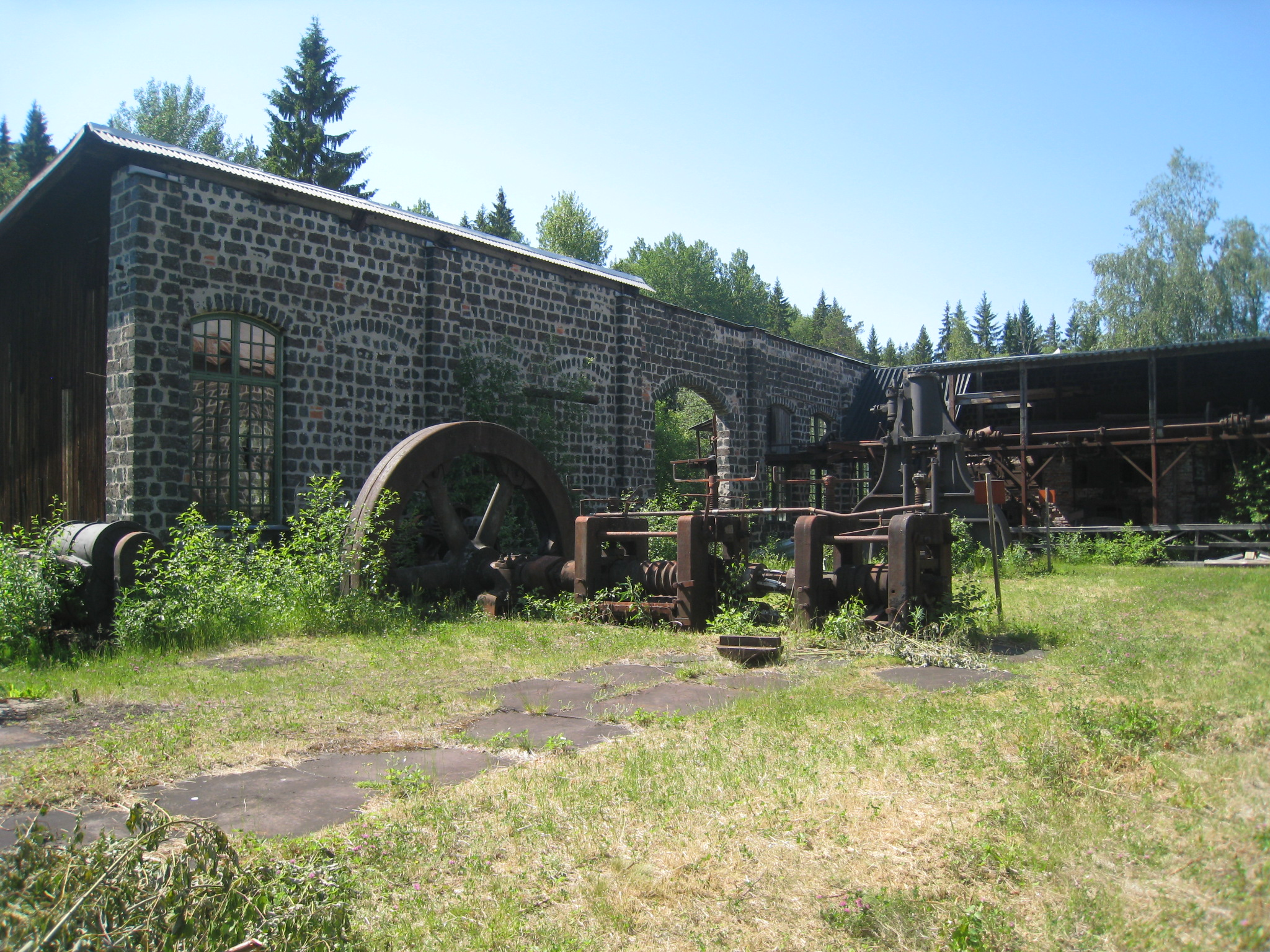
Lancashiresmedjan hade valsverk, ånghammare och ångmaskin.
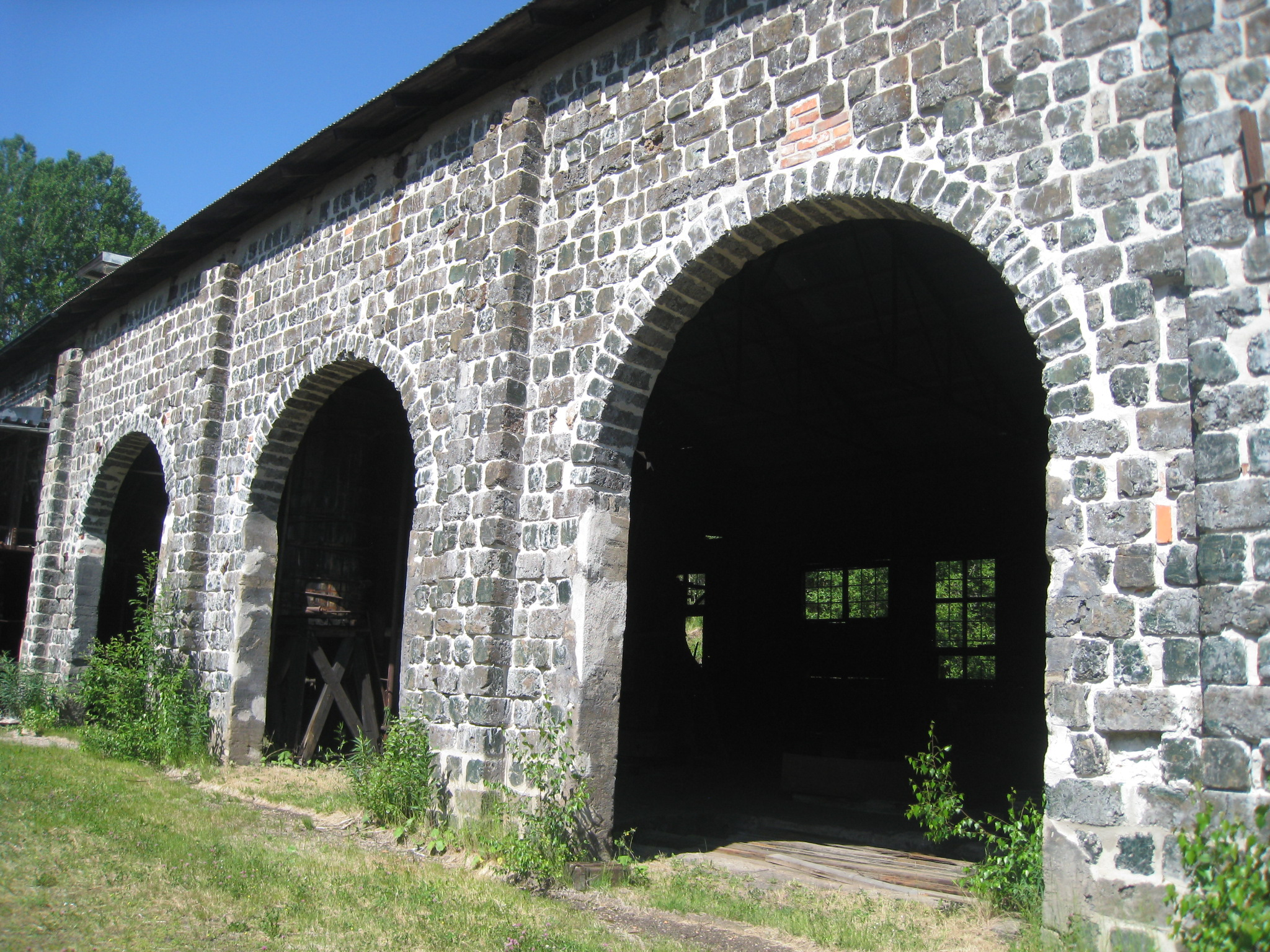
Smedjan är ett slagghus byggt med slagg, det vill säga slaggtegel har använts som byggnadsmaterial.
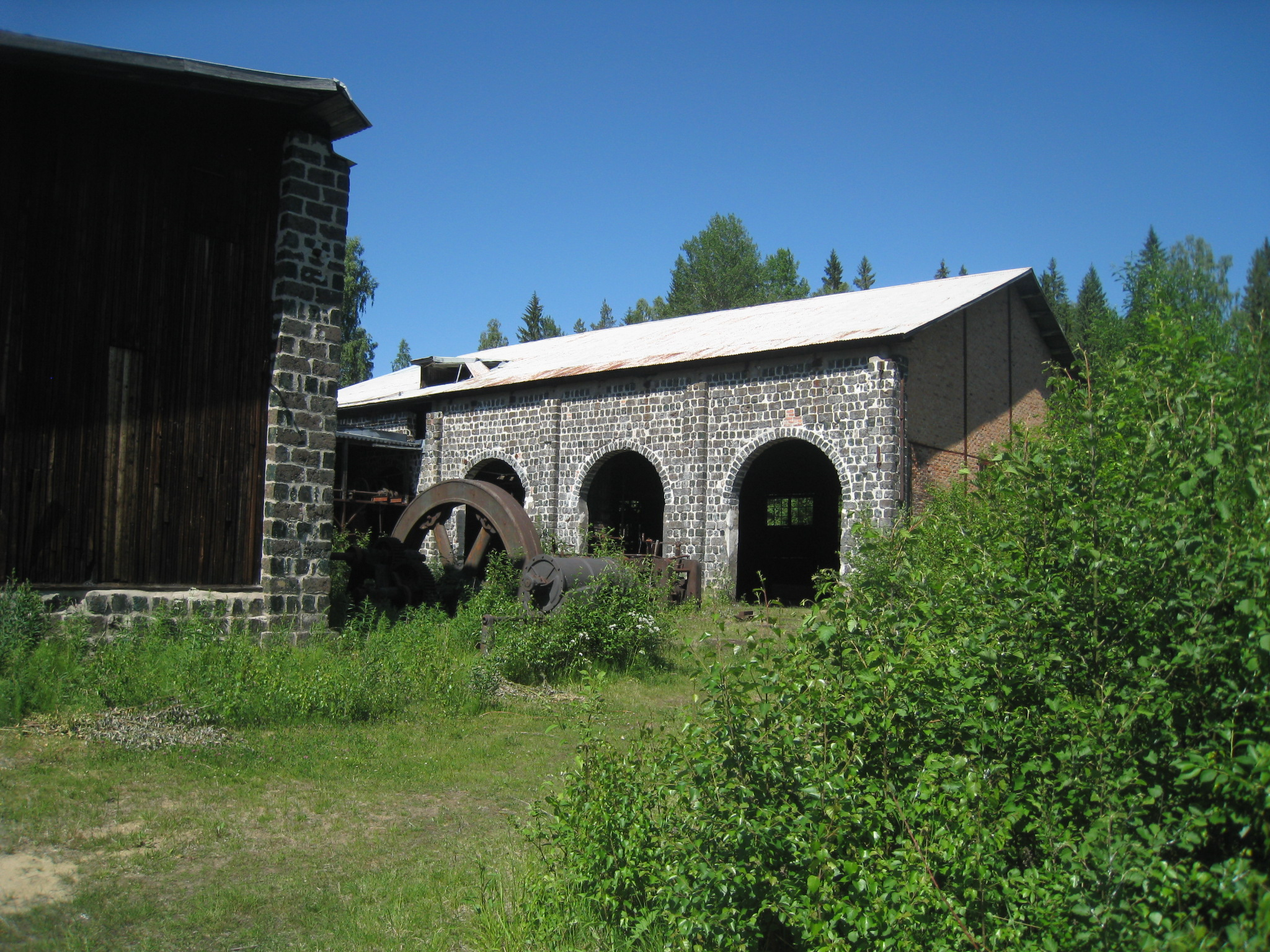
1905 togs en lancashiresmedja med fem lancashirehärdar och en ångsmälthammare i bruk.
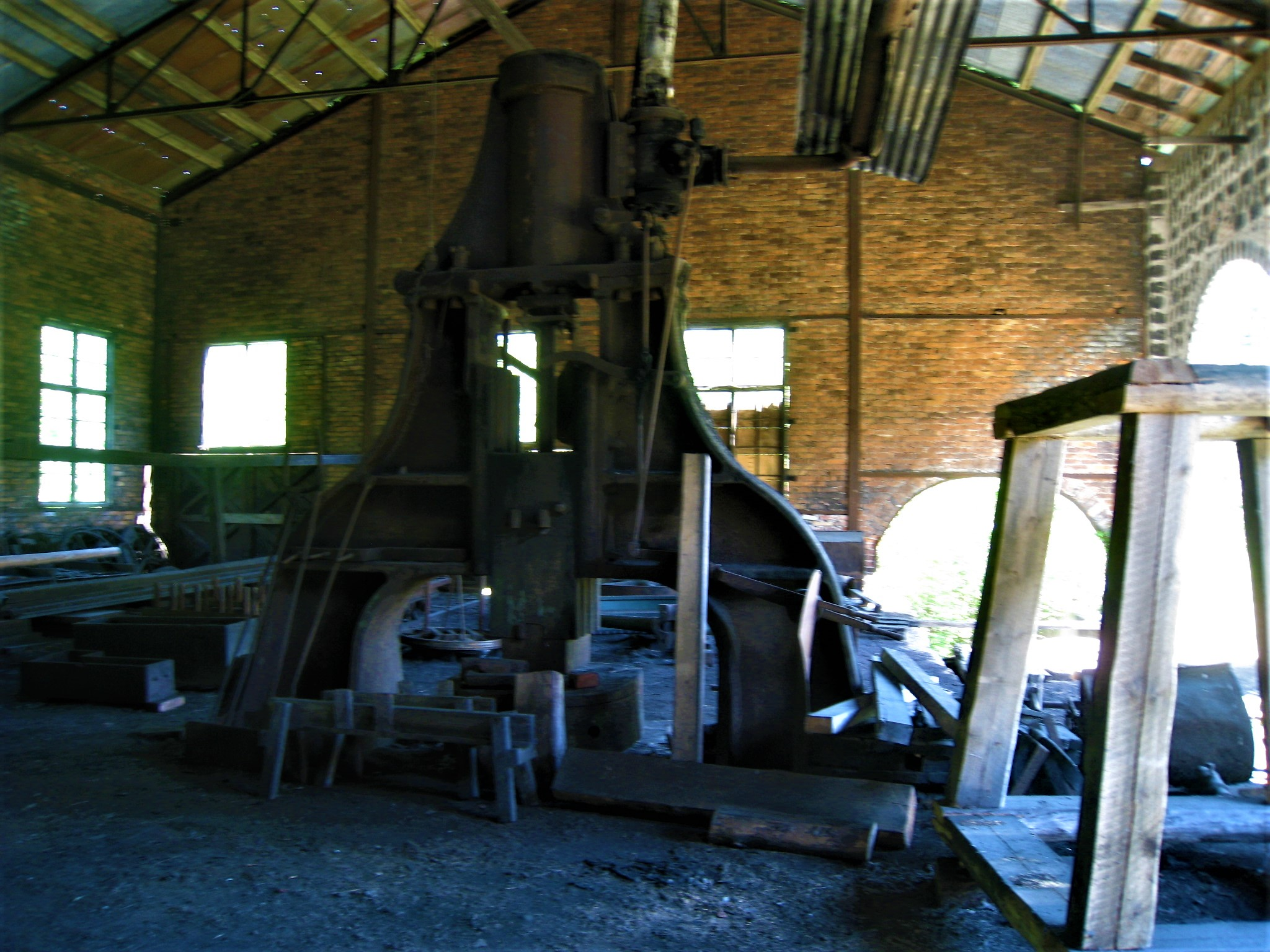
Interiör från smedjan.